# Coupon (finance)
Pour les articles homonymes, voir coupon.

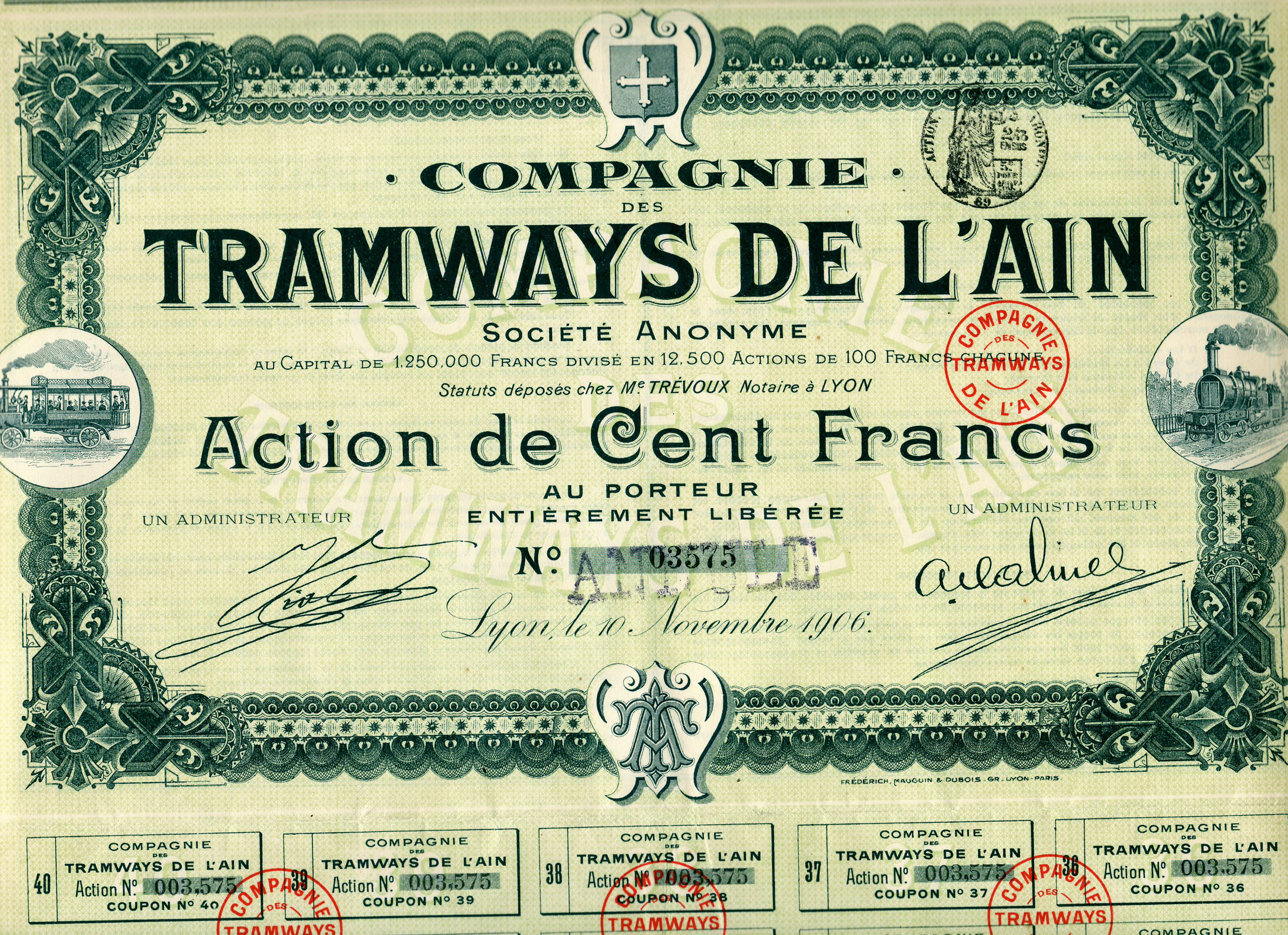
Avant la dématérialisation des valeurs mobilières, des coupons étaient attachés aux actions et obligations. Lors du paiement du dividende, le payeur prélevait le coupon correspondant.
On voit ici une action de la Compagnie des Tramways de l'Ain, avec quelques coupons.

En terme financier, le coupon attaché à une obligation est en fait l'intérêt que verse cette obligation à son détenteur. Certaines obligations ne versant pas de coupon sont appelées obligations « zéro-coupon ».

## Origine du terme
Le terme « Coupon » vient du coupon en papier que l'on détachait autrefois des obligations, qui se présentaient sous forme papier.
En effet, historiquement, les obligations étaient émises sur un support papier comme des certificats au porteur. Sur ce certificat — dont la détention était la preuve de la propriété — étaient imprimés plusieurs coupons, chacun correspondant à l’échéance d’un versement d’intérêts. Lors de chaque versement d'intérêt, le détenteur de l'obligation remettait donc un coupon en papier contre le paiement des intérêts. Le détachement physique du coupon contre le paiement des intérêts est connu sous le terme anglais « coupon clipping ».

## Calcul du coupon

### Formule
Les intérêts qui sont versés globalement à chaque échéance sont calculés ainsi :
- It = k*Vn*N*n ;
- It : intérêt perçu exprimé dans la même unité que Vn ;
- k : taux d'intérêt nominal annuel ;
- Vn : valeur nominale d'une obligation ;
- N : nombre d'obligations ;
- n : durée exprimée en année(s).

### Exemple chiffré
Prenons une obligation à taux fixe :
- valeur nominale : 100 euros ;
- taux d’intérêt annuel : 4,75 %.

La valeur du coupon à l'échéance est de 100 * 0,0475 = 4,75 euros.